# Galeandra minax
Galeandra minax är en orkidéart som beskrevs av Heinrich Gustav Reichenbach. Galeandra minax ingår i släktet Galeandra och familjen orkidéer. Inga underarter finns listade i Catalogue of Life.